# Рене де Бюзеле
Рене де Бюзеле (фр. René de Buzelet; 24 травня 1907 — 8 квітня 1995) — колишній французький тенісист.
Найвищим досягненням на турнірах Великого шолома був фінал в парному розряді.

## Фінали турнірів Великого шолома

### Парний розряд (1 поразка)
| Результат | Рік  | Турнір            | Покриття | Партнер   | Суперники                | Рахунок                 |
| --------- | ---- | ----------------- | -------- | --------- | ------------------------ | ----------------------- |
| Поразка   | 1928 | Чемпіонат Франції | Ґрунт    | Анрі Коше | Жан Боротра Жак Брюньйон | 4–6, 6–3, 2–6, 6–3, 4–6 |